# Virginia Slims of St. Louis 1973
Il Virginia Slims of St. Louis 1973 è stato un torneo di tennis giocato sul cemento. È stata la 1ª edizione del torneo, che fa parte del Virginia Slims Circuit 1973. Si è giocato a St. Louis negli USA dal 10 al 16 settembre 1973.

## Campionesse

### Singolare
Rosemary Casals ha battuto in finale  Karen Krantzcke con il punteggio di 6–4, 6–7, 6–0

### Doppio
Mona Guerrant /  Karen Krantzcke hanno battuto in finale  Betty Stöve /  Pam Teeguarden con il punteggio di 6–4, 7–6